# San Miguel de Gaser Airport
San Miguel de Gaser Airport är en flygplats i Bolivia.   Den ligger i departementet Beni, i den norra delen av landet, 600 km norr om huvudstaden Sucre. San Miguel de Gaser Airport ligger 157 meter över havet.
Terrängen runt San Miguel de Gaser Airport är mycket platt. Trakten runt San Miguel de Gaser Airport är nära nog obefolkad, med mindre än två invånare per kvadratkilometer..
Omgivningarna runt San Miguel de Gaser Airport är huvudsakligen savann.